# Joaquín Sabina
Joaquín Ramón Martínez Sabina (Úbeda, 12 de fevereiro de 1949) é um cantor e compositor espanhol, tendo seu trabalho reconhecido e apreciado em todo o mundo de língua espanhola, especialmente na Argentina.

## História
Joaquín Sabina nasceu em 1949 em Úbeda, província de Jaén, na região da Andaluzia. Seu pai era policial e sua mãe, dona de casa. Desde os quatorze anos escrevia poemas e tocava canções com os amigos na cidade natal. Em 1968, vai estudar na Universidade de Granada, mas logo larga os estudos para um exílio em Londres. As razões precisas que levaram Sabina a essa decisão são objeto de polêmica, mas sabe-se que o jovem Joaquín chegou a quebrar a vitrine de um banco, no furor do movimento estudantil espanhol contra o regime do general Franco.
Em Londres, Sabina organiza sessões de cinema com filmes proibidos na Espanha franquista, além de participar em montagens teatrais de esquerda, especialmente obras de Bertolt Brecht. Nessa época Sabina também amadurece como artista musical, pois se vê obrigado a tocar canções espanholas e latinas tradicionais nos restaurantes e bares nos arredores de Portobello Road, um reduto hispânico tradicional na capital britânica.
Em 1977, com a morte de Franco, Sabina retorna à Espanha e casa-se com a argentina Lucía, dando início a uma movimentada vida amorosa.
Em 1978, instala-se em Madrid com sua mulher e lança seu primeiro disco de canções: Inventario. Após seu primeiro disco, Sabina afasta-se do estereótipo do "compositor engajado" e adota uma roupagem mais roqueira, mais contemporânea, e discos como Malas compañías e Ruleta rusa o consagram como um artista de sucesso na Espanha e na América de língua espanhola.
Em 2001 sofreu um leve AVC que colocou a sua vida em perigo, recuperando poucas semanas depois sem sofrer sequelas físicas, mas o incidente influiu na sua forma de pensar e viu-se imerso numa importante depressão, o que o levou a abandonar os palcos durante algum tempo. Depois de ultrapassá-la, publicou o seu décimo-oitavo álbum, Alivio de luto (2005). Conseguiu três discos de platina com Vinagre y rosas (2009) e um de ouro por Lo niego todo (2017), os seus últimos discos até ao momento.

## Discografia
- 1978 - Inventario
- 1980 - Malas compañías
- 1981 - La Mandrágora (com Javier Krahe e Alberto Pérez)
- 1984 - Ruleta rusa
- 1985 - Juez y parte
- 1986 - En directo (ao vivo)
- 1987 - Hotel, Dulce Hotel
- 1988 - El hombre del traje gris
- 1990 - Mentiras piadosas
- 1992 - Física y Química
- 1994 - Esta boca es mía
- 1996 - Yo, mí, me, contigo
- 1998 - Sabina y Páez - Enemigos Íntimos (com Fito Páez)
- 1999 - 19 Días Y 500 Noches
- 2000 - Nos sobran los motivos
- 2002 - Dímelo en la calle
- 2003 - Diario de un peatón
- 2005 - Alivio de luto
- 2006 - Punto... (1980-1990)
- 2006 - ...y Seguido (1992-2005)
- 2009 - Vinagre y rosas
- 2012 - La orquesta del Titanic - com Joan Manuel Serrat
- 2015 - 500 Noches Para Una Crisis (ao vivo)
- 2017 - Lo Niego Todo
- 2022 - Sintiéndolo mucho